# Abay (Taşköprü)
Abay és un poble del districte de Taşköprü de la província de Kastamonu a Turquia. La seva població és de 173 habitants (2021).